# Zwonka
Zwonka (biał. Звонка; ros. Звонка) – wieś na Białorusi, w obwodzie mińskim, w rejonie kleckim, w sielsowiecie Hołynka.
Dawniej uroczysko. W dwudziestoleciu międzywojennym leżała w Polsce, w województwie nowogródzkim, w powiecie nieświeskim.